# Samolot odrzutowy

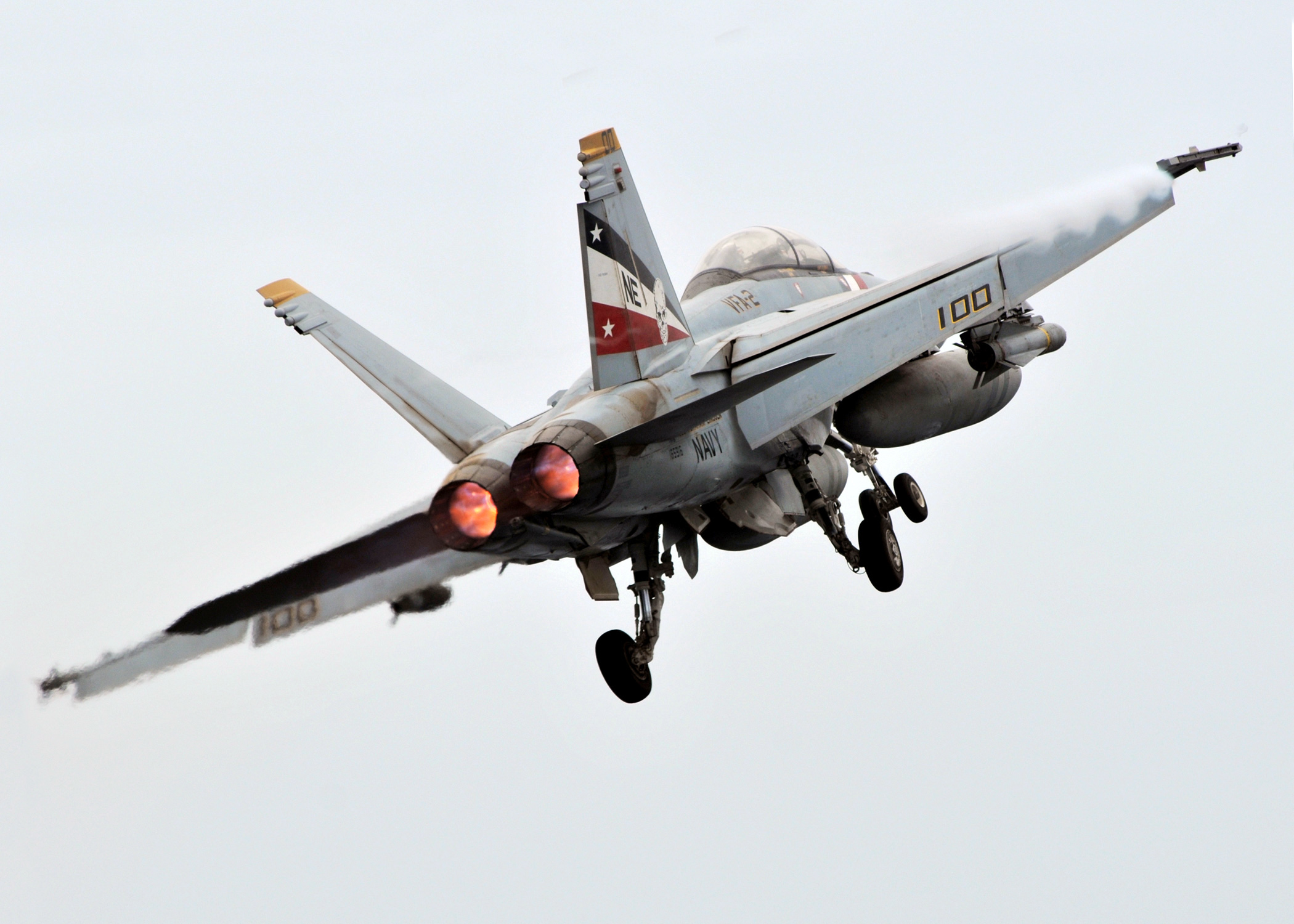
Startujący wojskowy samolot odrzutowy F/A-18F Super Hornet

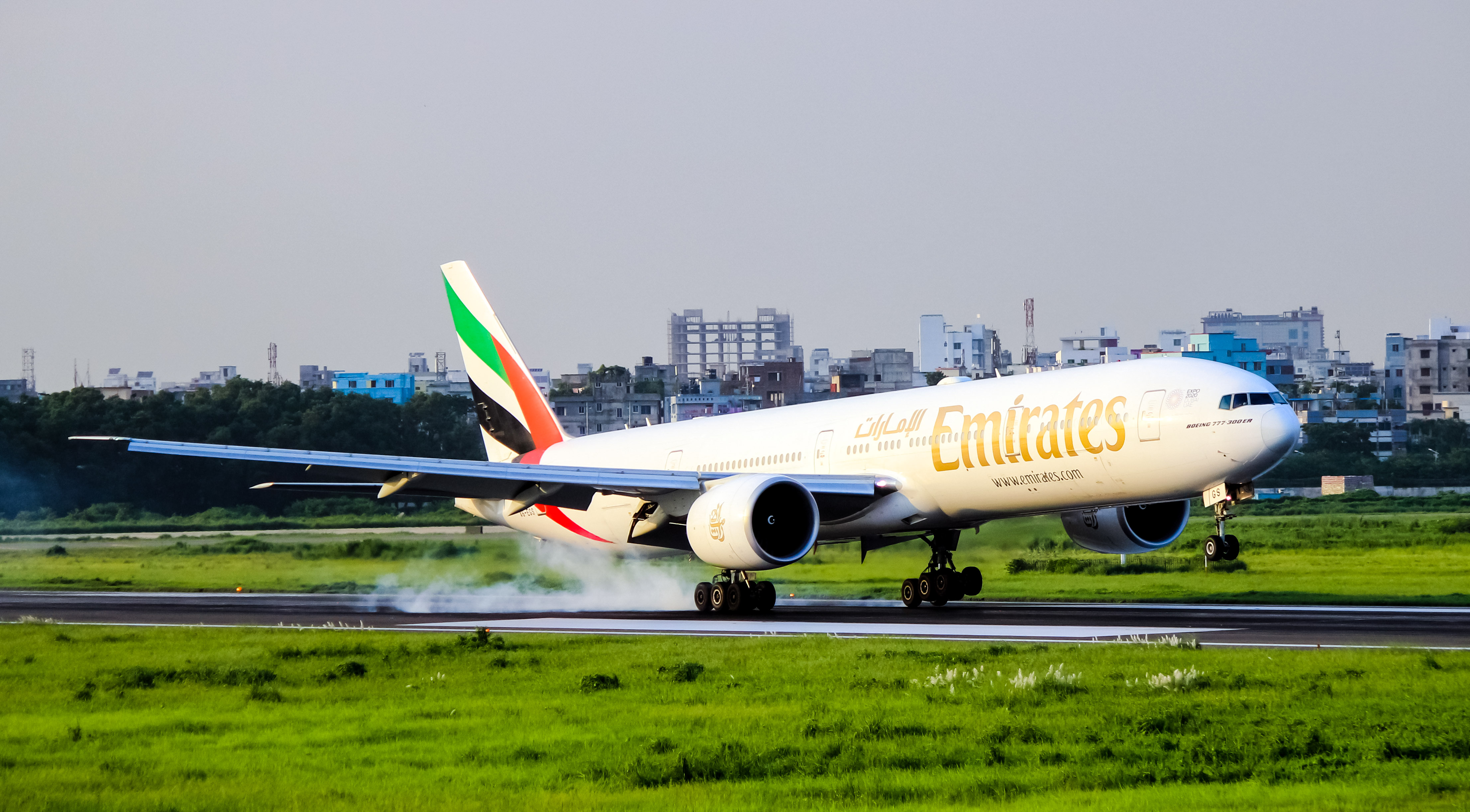
Odrzutowy samolot pasażerski Boeing 777-300ER podczas lądowania.

Samolot odrzutowy, odrzutowiec – samolot, którego napęd stanowi jeden lub więcej silników odrzutowych lub silnik rakietowy. Ściślej rzecz biorąc silniki są najczęściej turboodrzutowymi albo turbowentylatorowymi. Samoloty te rozwijają znaczne prędkości, często poddźwiękowe, a nawet ponaddźwiękowe.

## Pierwsze odrzutowce
Pierwsze prace nad silnikiem odrzutowym rozpoczęły się w latach 30. XX wieku. Pracowały nad nim zespoły z Wielkiej Brytanii pod przewodnictwem Franka Whittle'a oraz z Niemiec z Hansem von Ohairem na czele. Pierwszym wojskowym samolotem odrzutowym był Heinkel He 178 (nie był to jednak pierwszy samolot z silnikiem odrzutowym, był nim Coandă 1910), pierwszym myśliwcem użytym bojowo był Messerschmitt Me 262.
Przelot dokonany w 1940 samolotem Campini Caproni CC.2 został uznany oficjalnie przez FAI za pierwszy udany lot odrzutowcem (wcześniejszy lot niemieckim samolotem Heinkel He 178 w 1939 nie był przelotem publicznym).

## Pasażerskie odrzutowce
Pierwszym odrzutowcem pasażerskim był De Havilland Comet. Wszedł do regularnej służby w 1952 r. Wzrost popularności lotów pasażerskich przyczynił się do powstania takich samolotów jak Boeing 747, mogący przewozić ponad 500 pasażerów, czy też Tu-144 – najszybszy samolot pasażerski na świecie.